# Musio Emiliano

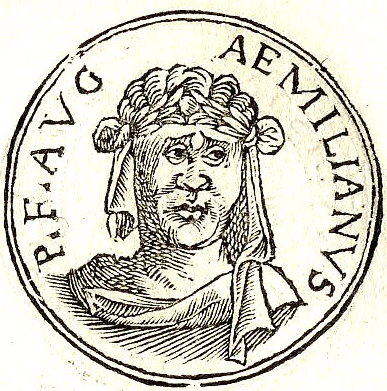
Musio Emiliano en el Promptuarii Iconum Insigniorum.

Lucio Musio Emiliano (en latín, Lucius Mussius Aemilianus, muerto en 261 o 262) fue un usurpador romano del siglo III.

## Biografía
Musio Emiliano era probablemente de origen italiano. Era un oficial del ejército romano con Filipo el Árabe y Valeriano. Con el último se convirtió en prefecto de Egipto. Apoyó la rebelión de los Macrianos contra Galieno (260-261). Cuando los usurpadores fueron derrotados fue cuando seguramente se autoproclamó emperador.
Galieno envió a su general Aurelio Teodoto a Egipto a luchar contra Emiliano. Tras un pequeño intervalo de tiempo este último fue derrotado (antes del 30 de marzo de 262), capturado, y posteriormente estrangulado en prisión. También su posible seguidor Memor fue ejecutado.